# Zero comico
Zero comico è un videogioco pubblicato nel 2001 e dedicato ai personaggi di Aldo, Giovanni e Giacomo, con numerosi riferimenti ai loro spettacoli e parodie di altri videogiochi. È distribuito da Medusa Games, parte di Medusa Film, distributrice dei film del trio. Nel gioco Aldo, Giovanni e Giacomo sono doppiati da loro stessi. Il gioco è intriso della comicità del trio e anche di alcune battute già usate in spettacoli teatrali.
Il nome "zero comico" deriva da una battuta dello spettacolo del trio I corti di Aldo, Giovanni & Giacomo, in cui lo "zero comico", inteso filosoficamente come il più semplice messaggio comico possibile, è rappresentato da Tafazzi, storico personaggio interpretato da Giacomo.

## Trama
La storia si svolge sulla Terra nel terzo millennio. Un fantomatico regime tecnocratico instaurato dalla federazione planetaria obbliga la popolazione del pianeta a vivere all'interno di case bunker; l'unico contatto col mondo esterno è la televisione. Proprio in una di queste case bunker vivono Aldo, Giovanni e Giacomo; un giorno vengono contattati attraverso la televisione da un individuo (che somiglia a Tafazzi), il quale comunica ai tre che loro sono le persone che dovranno distruggere Pdor, il capo del regime, e riportare la felicità a tutto il pianeta. Entrati nel regno di Pdor, questi gli spiega che essi dovranno attraversare cinque livelli nel mondo dei videogiochi, al completamento di ognuno di questi livelli verrà consegnato un pezzo del dispositivo che ridarà la felicità a tutto il pianeta, sconfiggendo così Pdor.

### I livelli
Ogni livello ha un titolo simile a qualcosa fatto o detto dal trio: ad esempio, il livello 3 si chiama "Chiedimi se sono un pirata", riferimento al film Chiedimi se sono felice; il livello 4 si chiama "Tel chi l'alienum", riferimento a Tel chi el telùn, spettacolo teatrale dei tre; il livello 5 si chiama invece "La piramide di Pdor", chiaro riferimento a Pdor, uno dei personaggi interpretati da Giovanni nello spettacolo teatrale precedentemente citato.
1. Nel primo livello i protagonisti affrontano i giochi delle origini (Pac-Man[2][1], Breakout, Scramble, Pitfall[1]) con l'obiettivo di riparare un'astronave spaziale per sconfiggere gli alieni (qui equivalenti a quelli di Space Invaders).
2. Il secondo livello è dedicato al mondo dei platform game come Super Mario Bros.[2][1] o Rainbow Islands[1] ed è qui che Aldo Giovanni e Giacomo devono affrontare dei mostriciattoli, che verranno eliminati con bombe (riferimento a Bomberman) per affrontare il boss, trattasi del gorillone siciliano Don Kong (Donkey Kong), che pretende di essere il sovrano di tutto il mondo del platform.
3. Nel terzo livello, ispirato alle celeberrime saghe di Monkey Island[2][1] e di Resident Evil[2][1], il trio dovrà trovare gli elementi per comporre una bambola Vudù che fermerà gli zombie e permetterà a loro di procedere nella sfida. Nel livello è presente anche un lottatore giapponese, con le sembianze di Street Fighter e Ken il Guerriero. Per ottenere gli ingredienti necessari a creare la bambola vudù, è necessario battere sia LeCiuk (parodia del famigerato LeChuck) sia il lottatore giapponese (campione della Scuola di Occhiuto) in una gara di insulti.
4. Ambientato in una nave spaziale, qui i tre dovranno aiutare un marine depresso a sconfiggere il famigerato mostro Aglien, che si nutre solo di aglio marziano. Il livello è ispirato alla saga di Alien[1], mentre il marine spaziale si può ricondurre a molti videogiochi (primo tra tutti Doom[2][1]), ed il computer di bordo che impazzisce fa riferimento ad HAL 9000 di 2001: Odissea nello spazio.
5. L'ultimo livello è ispirato a Tomb Raider[2][1]: la famosa archeologa Larabella Croff è in pericolo, ha infatti perduto il suo reggiseno a causa di una maledizione e i nostri eroi dovranno quindi recuperarlo nella piramide egizia in cui sono imprigionati.

### Fine del gioco
Alla fine i tre ricompongono il dispositivo; quando però Pdor si rifiuta di ammettere la sconfitta, Aldo distrugge il sistema insultandolo pesantemente. I tre però rimangono increduli quando scoprono che il dispositivo che ridarà la felicità a tutto il pianeta è soltanto un ologramma di Tafazzi nel suo sketch più famoso.

## Modalità di gioco
Il giocatore controlla un personaggio alla volta. I primi tre livelli vengono giocati interamente con un personaggio ciascuno (gli altri, tranne che in poche "cutscene", rimangono fermi personaggi non giocanti), mentre negli ultimi due i personaggi si "spartiscono" i vari corridoi, "dandosi il cambio" e passandosi gli oggetti dell'inventario. Il personaggio viene controllato con i tasti direzionali, può camminare o correre, raccogliere oggetti, combinarli fra loro ed utilizzarli con elementi dello scenario o altri personaggi. Trattandosi di un'avventura grafica, il gioco è incentrato sulla soluzione di enigmi, ed i personaggi non hanno statistiche di energia o sequenze di tasti da combattimento, anche se questo non significa che i protagonisti non commettano mai azioni violente. È possibile in ogni momento scegliere fra tre diversi tipi di visuale: come se vi fossero delle telecamere posizionate in alto lungo le pareti, oppure in prima persona (utile ad esempio per leggere i cartelli), oppure con la visuale in terza persona, da dietro la schiena.

## Sviluppo
Il gioco è realizzato in grafica 3D poligonale, che viene utilizzata anche durante i brevi intermezzi all'interno dei livelli. Il filmato iniziale, quello finale e quelli di intermezzo fra i vari livelli, invece, sono prerenderizzati. Non tutti i dialoghi sono doppiati, ma solo quelli degli intermezzi prerenderizzati e delle cutscene, mentre gli altri appaiono solo in formato testuale.
Il character design è a cura di Andrea Cuneo.
Il gioco, che sfrutta le DirectX, può funzionare via rendering software oppure tramite accelerazione Direct3D. Al momento di lanciare il gioco, compare una schermata che permette di selezionare la risoluzione video e la qualità del suono.
Può essere eseguito su PC moderni anche con Windows 11 tramite la patch del file "japotek3d.dll" e il software dgvoodoo.

## Accoglienza
Cristiano Caliendo di Adventure's Planet definì Zero comico come una sorta di calderone citazionista e abbastanza curioso del mondo dei videogiochi, nel quale il trio di protagonisti riusciva ad amalgamarsi piuttosto bene benché generalmente abituati ad atmosfere parecchio diverse. Dai mondi videoludici parodiati traspariva una decisa passione per il genere, traboccante di divertenti dettagli che ammiccavano al giocatore esperto e al retrogamer, si rivelava inaspettatamente buona anche l'integrazione con le gag e l'umorismo di Aldo, Giovanni e Giacomo, ben supportati dalle loro simpatiche performance vocali. Restava invece un po' ambiguo l'intento, che nei fatti sembrava privilegiare più i vecchi appassionati di videogiochi che i fan del trio, grazie a continui rimandi e situazioni ironiche che riportavano a glorie del passato. Tutto ciò si tramutava in una narrazione molto lineare, semplice e priva di personalità, che si adagiava un po' sulla citazione facile, benché spesso spassosa, senza reali guizzi creativi, con momenti poco ispirati e altri decisamente più carini. L'assenza di sostanza non impediva però di traghettare il titolo verso il successo di cassetta, garantito dalla presenza del terzetto: nonostante la debolezza di alcuni punti, infatti, il gioco funzionava nella sua natura leggera e scanzonata, coadiuvato da un tipo di umorismo semplice ma piacevole. Le atmosfere erano ammiccanti, inoltre, sembravano coprire adeguatamente un game design non proprio sofisticato e a molti dialoghi con diversi refusi che rischiavano di non fornire la giusta forza alle battute, comunque prive di particolare verve e di vera originalità. Graficamente il titolo si presentava piuttosto essenziale, con pochi poligoni e scenari spogli, ma buono comunque il design vagamente deformed dei personaggi, con sguardi che catturavano in qualche modo la loro essenza umoristica; il sonoro d'altro canto era supportato da musiche ben integrate alle situazioni. Il sistema di controllo, ereditato da Grim Fandango, risultava piuttosto impreciso, insieme a un inventario decisamente macchinoso. Nonostante i suoi difetti oggettivi, non si poteva condannare Zero comico dato che riusiciva comunque a strappare più di un sorriso e poteva vantare la presenza di tre dei talenti comici più simpatici e affermati del periodo fine anni '90/inizio 2000. Molte disattenzioni e diverse raffazzonature non intaccavano l'obiettivo principale del gioco, ovvero divertire con semplicità. Anche da questa difficile prova, Aldo, Giovanni e Giacomo ne uscivano indenni.
Mario Petillo di GameSource lo considerò un gioco estremamente consigliato ai fan di Aldo, Giovanni e Giacomo, anche per i giocatori meno navigati nel genere e amanti degli sparatutto, al contrario il titolo difficilmente sarebbe stato apprezzato da chi non sopportava il trio di comici, le cui battute e sketch potevano risultare fuori luogo per i più pignoli. Il gioco creava una piacevole parodia, regalando una magica poesia esilarante, semplice, genuina, aperta a tutti e carica di letizia, non poteva mancare nella collezione di ogni videogiocatore amante di avventure grafiche che portasse questo nome.